# J. G. Brill Company

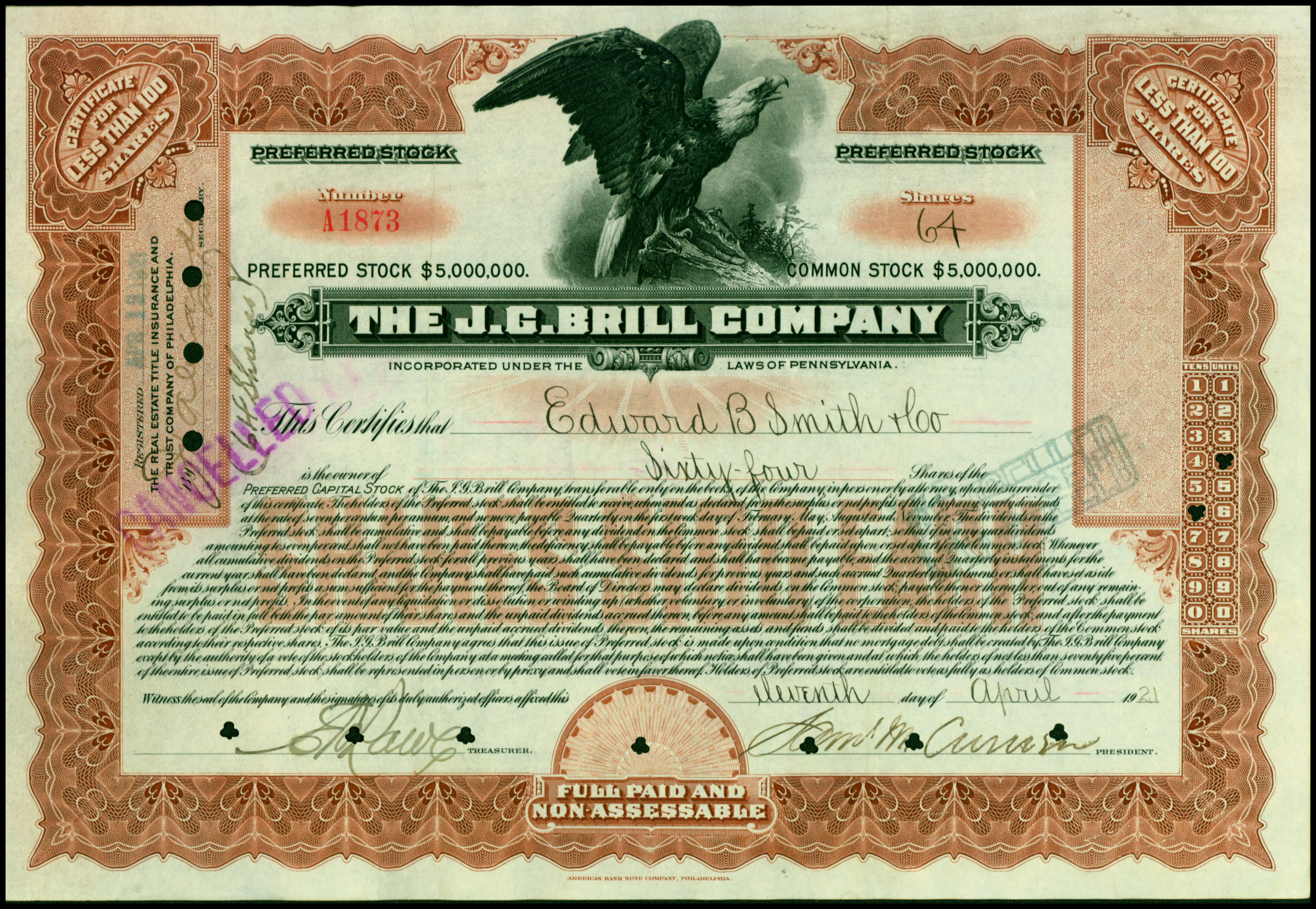
Certificado de acciones emitido por J. G. Brill Company, emitido el 11 de abril de 1921

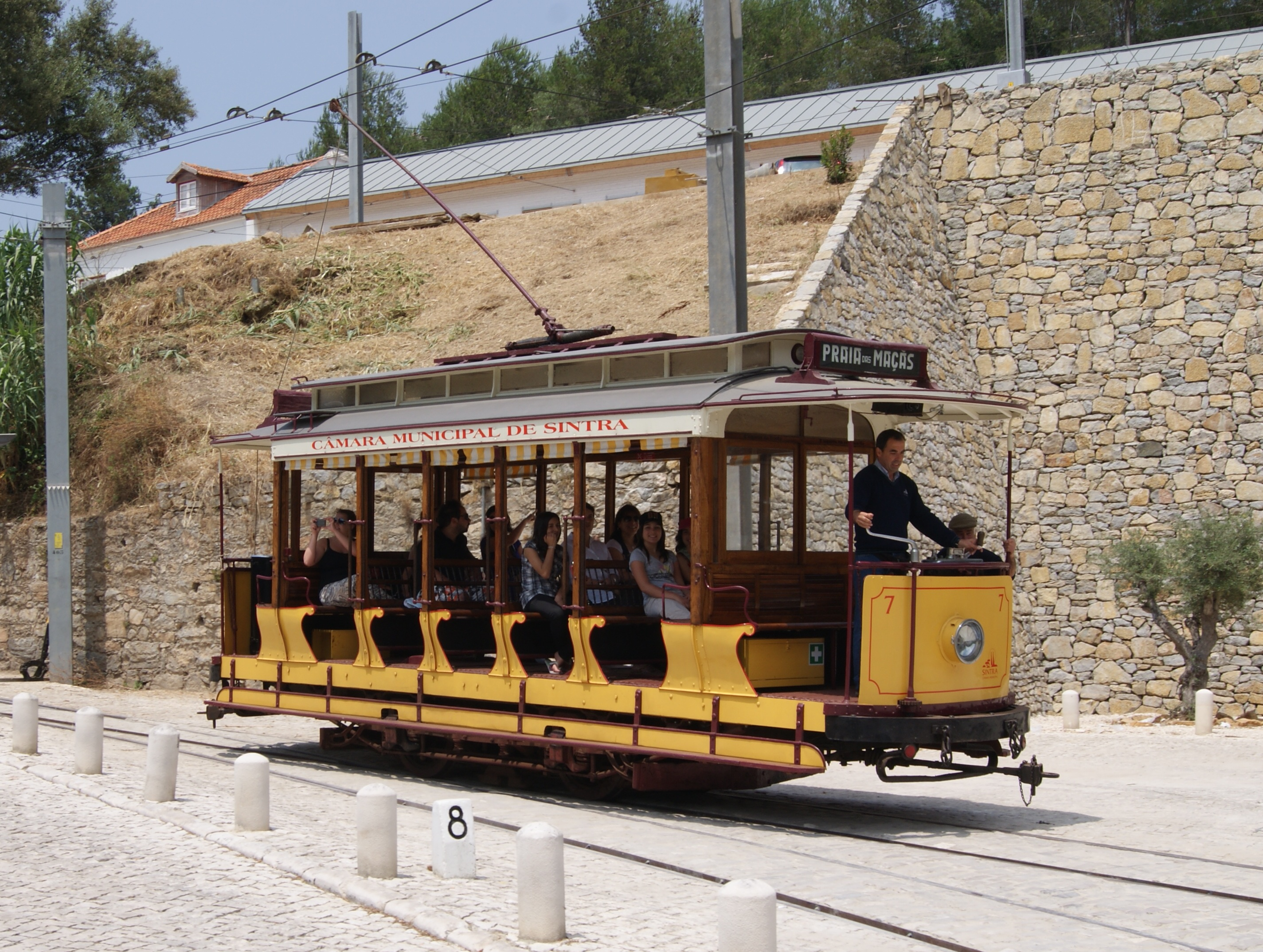
Un tranvía construido en 1903 en una línea de tranvía tradicional en Sintra, Portugal, en 2010

J. G. Brill Company fue una empresa estadounidense que fabricó tranvías, coches interurbanos, autobuses, trolebuses y vagones de ferrocarril durante casi noventa años (entre 1868 y 1954), siendo uno de los fabricantes de material ferroviario más longevos de los Estados Unidos. En su apogeo, Brill era el mayor fabricante de tranvías y de trenes interurbanos de Norteamérica, habiendo producido más de 45 000 tranvías. 
La empresa fue fundada por John George Brill en 1868 como un negocio de fabricación de tranvías tirados por caballos en Filadelfia. Su factoría estaba ubicada en el suroeste de la ciudad, en la calle 62 con la avenida Woodland, adyacente a las vías del Ferrocarril de Baltimore y Ohio. Con los años, absorbió a muchos otros fabricantes, como Kuhlman de Cleveland y Jewett de Indiana. En 1944, con la disminución de los negocios, se fusionó con la American Car and Foundry Company (ACF) para convertirse en ACF-Brill. Aunque la compañía dejó de producir en 1954, algunos de sus interurbanos atendieron el área de Filadelfia hasta la década de 1980. 

## Historia
La compañía Brill fue fundada en 1868 como JG Brill and Sons. Después de que James Rawle se uniera a la firma en 1872, pasó a llamarse The J. G. Brill Company.
En 1902, Brill compró la American Car Company; en 1904 adquirió G. C. Kuhlman Car Company y John Stephenson Company; y en 1907 se hizo con la Wason Manufacturing Company. Brill adquirió una participación de control de la Danville Car Company en 1908, disolviéndola en 1911, y en 1921 del fabricante canadiense de material móvil ferroviarios Preston Car Company, que dejó de operar en 1923. 
A medida que Brill seguía recibiendo grandes pedidos, se continuaron agregando nuevas instalaciones, como forjas de acero y unos enormes talleres de montaje en Filadelfia. Un pedido particularmente grande, recibido en 1911, fue de 1500 tranvías para la Compañía de Tránsito Rápido de Filadelfia. Se necesitaron dos años para construirlos, con tasas de entrega en ocasiones superiores a cien unidades al mes. En total, se produjeron más de 30.000 vehículos ferroviarios en la planta de Brill. En sus mejores años, la compañía empleó una fuerza laboral de 3000 residentes en el área de Filadelfia, muchos de ellos hábiles trabajadores y artesanos.   
Los últimos vagones de ferrocarril construidos por J. G. Brill fueron 25 coches de viajeros carenados para Atlantic City en 1939, y los 10 últimos tranvías se entregaron a las Red Arrow Lines dos años después. La producción se trasladó a vehículos con neumáticos, con más de 8000 autobuses de gasolina y eléctricos (trolebuses) construidos en la década de 1940. Pero a principios de la década de 1950, incluso los pedidos de autobuses se habían agotado. En marzo de 1954, la planta fue vendida a la Penn Fruit Company, y se construyó un centro comercial en el extremo este de los terrenos que había ocupado la fábrica. 
En 1926, la American Car and Foundry Company adquirió una participación mayoritaria en lo que se había convertido en la Brill Corporation. La nueva estructura consistió en: 
- ACF Motors Company, que era propietaria de Hall-Scott Motor Car Company (100%) y controlaba el 90% de Fageol Motors; y
- J. G. Brill Company.[3]

En 1944, estas dos compañías se fusionaron, formando la ACF-Brill Motors Company.
En el mismo año, ACF-Brill autorizó a la Canadian Car and Foundry de Montreal a fabricar y vender en todo Canadá autobuses y autocares de su diseño, con la marca Canadian Car-Brill. La firma construyó alrededor de 1100 trolebuses y unos pocos miles de autobuses bajo este nombre. Brill había establecido anteriormente (en 1908) una empresa en Francia (Cie. J. G. Brill of Gallardon, que se vendió a Electroforge en 1935).
En 1946, Consolidated Vultee Aircraft Corporation adquirió una participación mayoritaria en ACF-Brill por 7,5 millones de dólares. La Consolidated Vultee se vendió al año siguiente a la Corporación Nashville, que en 1951 vendió su participación a la firma de inversión Allen & Co. A principios de 1954, el nombre de Brill desapareció, cuando ACF-Brill dejó de fabricar sus productos y subcontrató sus pedidos restantes.
Brill otorgó licencias para construir sus vehículos a la Canadian Car and Foundry Company (tranvías, trolebuses y autocares Peter Witt) y a los Ferrocarriles del Sur de Australia (vagones modelo 75). 

## Productos

Tren Brill modelo 60 adquiridos por los Ferrocarriles del Estado de Uruguay

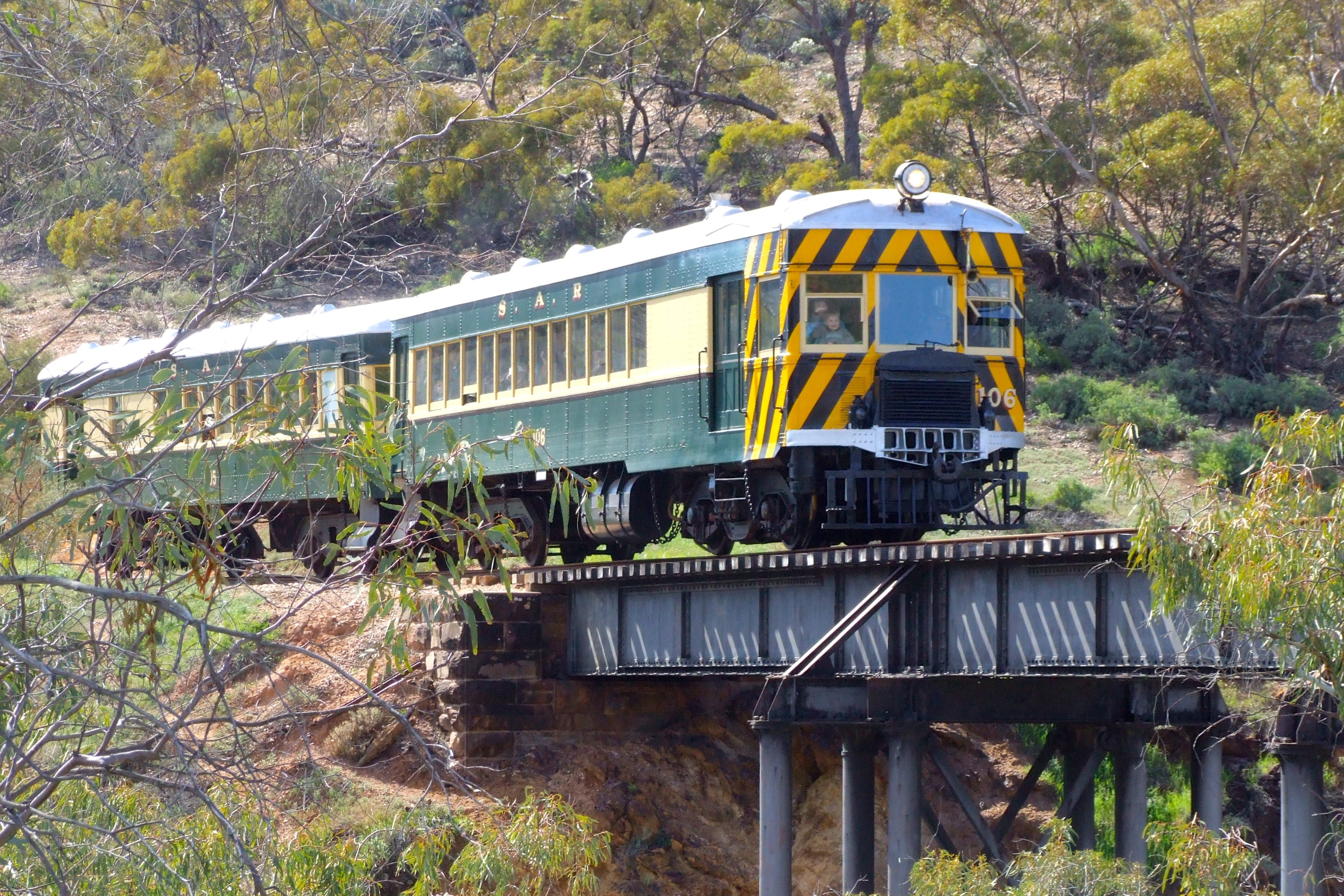
Tren Brill modelo 75 de los Ferrocarriles del Sur de Australia en la línea histórica del Ferrocarril de Pichi Richi en 2006

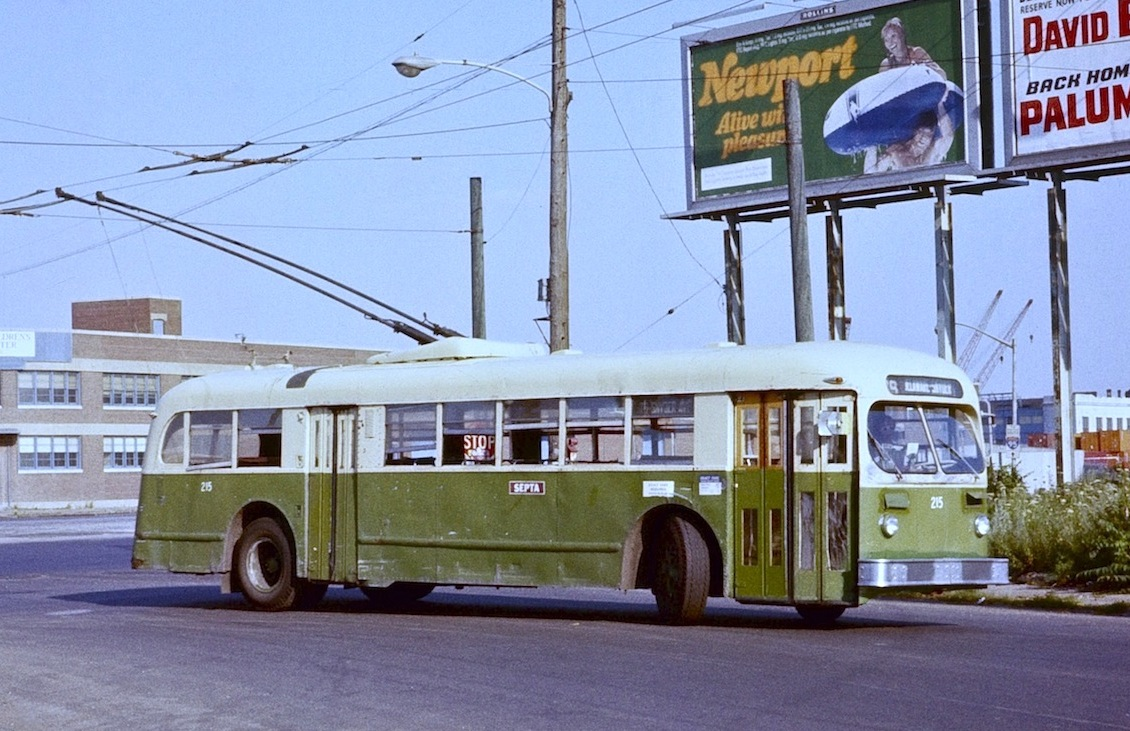
Un trolebús ACF-Brill de 1947 en Filadelfia (1978)

- Coche de seguridad Birney - fabricado por una subsidiaria, la American Car Company.
- Tranvías interurbanos tradicionales con ventanas de arco y completamente de madera. 1890-1920.
- Automotores Modelo 55 (1924-38), Modelo 65 (1924) y Modelo 75 (1924). Casi 300 de ellos fueron construidos para ferrocarriles estadounidenses y extranjeros. Un comprador importante fueron los Ferrocarriles del Sur de Australia, que en 1924 compraron 12 vagones eléctricos Modelo 55 más una serie de coches remolcados, seguidos en 1928 por 39 vagones eléctricos Modelo 75 (todos menos el primero, se construyeron en Australia del Sur, en los Talleres Ferroviarios de Islington) y sus remolques. El último fue retirado del servicio en 1971.[3][7][8]
- Coches pesados interurbanos de acero construidos en las décadas de 1920-1930. El coche Brill "Center Door", construido alrededor de 1920, era habitual como transporte interurbano y suburbano. Estos vehículos, grandes y pesados, estaban diseñados para funcionar bidireccionalmente. Los pasajeros entraban y salían por las puertas ubicadas en el centro del coche. Muchos fueron reconstruidos para ser operados por un solo hombre.[9]
- Brill "Master Unit", construido en la década de 1930. Totalmente de acero; tenía mandos de control estándar, y era capaz de alcanzar 70 mph [p86-100]
- Brilliner: ideado para competir con el Tranvía PCC (Comité de la Conferencia de Presidentes) se parecía a los primeros PCC, pero no tuvo éxito. De baja potencia, se vendieron muy pocos, mientras que los PCC se vendieron bien en todo el mundo. Se construyeron veinticuatro unidades para la flota "Miss America" de Atlantic City.
- Brill "Bullet" car, 1929–1932. Para uso suburbano/interurbano.
- Brill diners: Brill vendió y diseñó vagones de tranvía habilitados como bares o restaurantes fijos, generalmente a través de una de sus cuatro filiales, Wason Manufacturing Company. El último que se cree que opera es el Capitol Diner en Lynn, Massachusetts, que figura en el Registro Nacional de Lugares Históricos.
- Tranvía Peter Witt
  - Grandes coches con remolques
  - Coches pequeños
- Numerosos modelos de trolebuses, incluidos T30, T40, 40SMT, 44SMT, y como ACF-Brill, TC44 y T46 / TC46
- C-36, un autobús urbano
- IC-41, un autobús interurbano

## Coches interurbanos Bullet

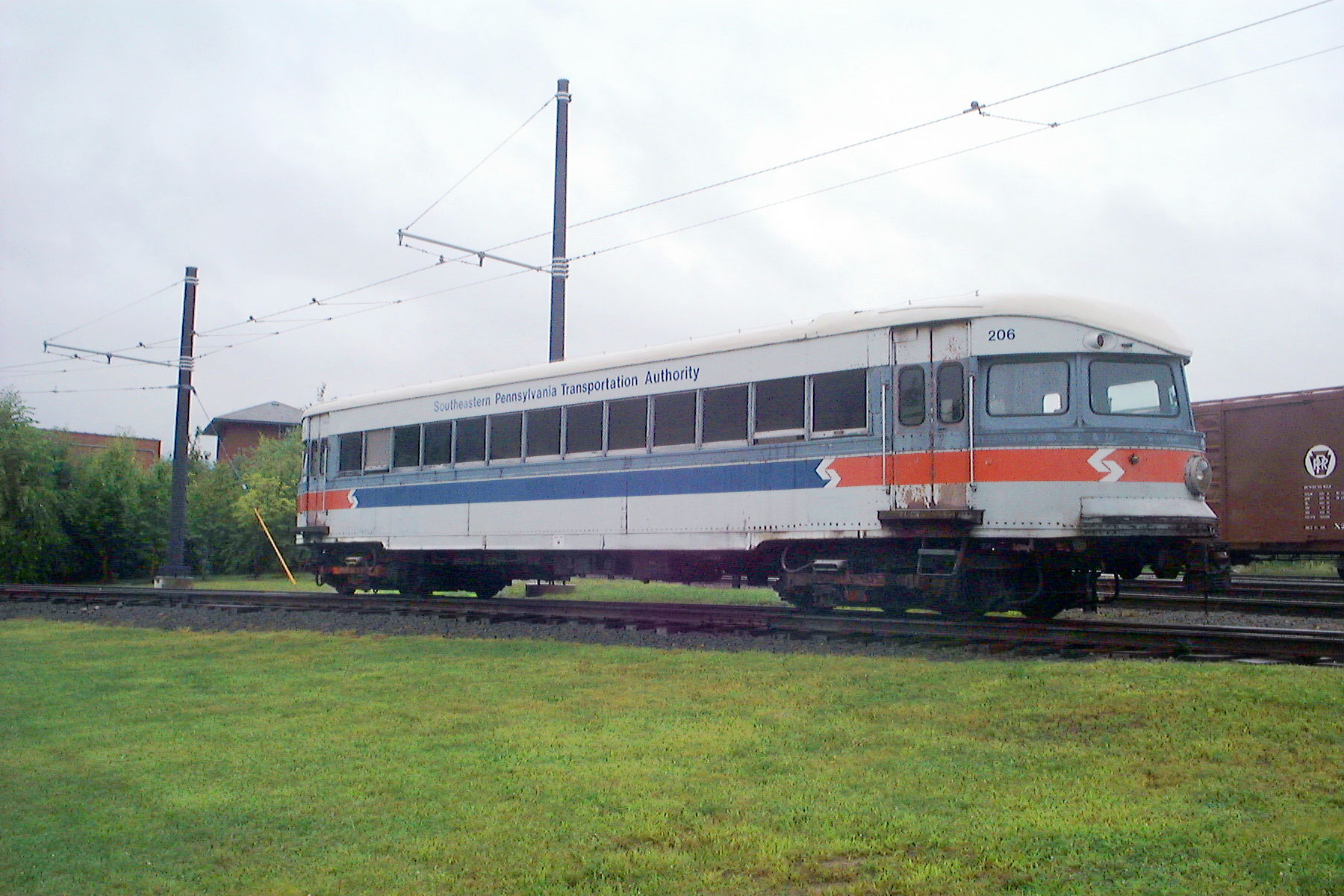
El tranvía interurbano carenado Bullet de la línea P&W. Con una velocidad máxima de 92 mph (148 km/h) fue un precursor del ferrocarril de alta velocidad. La unidad nº 206 se exhibe en Steamtown (Scranton, Pensilvania).

Las líneas que operaban coches de pasajeros interurbanos reconocieron a mediados de la década de 1920 que necesitaban equipos más rápidos, más silenciosos y más eficientes. Hasta entonces, las unidades interurbanas tenían carrocerías de madera, y la mayoría de los modelos con cajas de acero eran grandes, muy altos y pesados. Los tranvías eran lentos, ruidosos y poco ágiles, lastrados por la poca eficacia de los sistemas reguladores de la entrega de potencia de los motores existentes en aquella época. Los fabricantes de automotores eléctricos, como la Cincinnati Car Company (que ya en 1922 fabricaba un vehículo interurbano ligero, aunque lento), la St. Louis Car Company, Pullman y Brill, trabajaron con el fin de diseñar equipos capaces de viajar a altas velocidades, más cómodos para los pasajeros y con un menor consumo de energía. Esto involucró particularmente el diseño de bogies más eficaces, capaces de circular a gran velocidad por vías con unas mínimas condiciones de mantenimiento. Brill, en colaboración con Westinghouse y General Electric, trabajó en un nuevo diseño interurbano y en un nuevo diseño de tranvía (el PCC). 
El resultado del diseño interurbano fueron los automotores de múltiples unidades "Bullet", fabricados en aluminio y acero, y diseñados con el techo inclinado según los resultados de las pruebas en un túnel de viento. El primero de estos vehículos fue comprado en 1931 por el Ferrocarril de Filadelfia y del Oeste, una tercera línea de ferrocarril que funcionaba desde 69th Street Upper Darby hasta Norristown, en el área de Filadelfia. Esta línea todavía funciona como la línea de gran velocidad de Norristown del SEPTA. Ya por entonces, los Bullet ("Bala") podían alcanzar velocidades tan altas como 148 km/h. Tuvieron mucho éxito, y funcionaron hasta la década de 1980, pero Brill únicamente vendió algunas unidades más. Solamente el Ferrocarril de Fonda, Johnstown y Gloversville, un servicio interurbano del centro de Nueva York, encargó tranvías Bullet, en una versión con "troley" de un solo extremo y una sola unidad. Cinco fueron adquiridos a mediados de la Depresión de 1932 para el negocio de pasajeros que estaba disminuyendo rápidamente. En 1936, el cierre del FJ&G propició la venta de sus Bullet al Ferrocarril de Bamberger en Utah, que las utilizó en su servicio de gran velocidad entre Salt Lake City y Ogden hasta mediados de los años mil novecientos cincuenta.
Tres de los coches SEPTA Bullet se encuentran ahora en el Museo Seashore Trolley; y en los siguientes destinos se conserva una unidad: el Museo del Tranvía Eléctrico de la Ciudad en Scranton; el Museo del Tranvía de Rockhill en Orbisonia, Pensilvania; el Museo Nacional del Transporte en San Luis, Misuri; y en el Museo del Tranvía de Pensilvania en Washington, Pensilvania. Un Bullet Bamberger está en el Museo del Ferrocarril Orange Empire en Perris, California, y otro coche ha sido preservado por el Museo del Ferrocarril del Estado de Utah. Un tercero es parte del edificio de un restaurante en Springville, Utah, pero apenas es reconocible como Bullet. 

## Coches de pasajeros similares a los Brill en la década de 2010
Desde 2015, el JR Kyushu, una de las compañías constituyentes del Japan Railways Group, ha operado el "tren dulce" Aru Ressha, un tren de excursión de lujo. Se compone de dos coches eléctricos y de dos coches remolcados, todos de nueva construcción. Están basados en un coche Brill de lujo que el ferrocarril encargó en 1908 pero que nunca utilizó. Se emplearon modelos a escala de los coches originales para recuperar su diseño. 